# Cyril Yapi
Cyril Yapi (Lorient, 18 febbraio 1980) è un ex calciatore francese, di ruolo centrocampista.
Dopo aver giocato per un certo periodo in Italia, nel Como, dovette chiudere anzitempo l'attività agonistica in quanto arrestato e detenuto in Francia per non aver pagato gli alimenti alla moglie da cui aveva divorziato.